# Universidad de Nuevo México - Los Alamos
La Universidad de Nuevo México - Los Alamos (en inglés: University of New Mexico–Los Alamos) es un campus de la Universidad de Nuevo México, ubicado en Los Álamos, Nuevo México al suroeste de Estados Unidos. La UNM -LA ofrece 14 programas de certificación y 18 programas de grado asociados. La división superior y cursos de posgrado están disponibles en el campus a través de la extensión de la Universidad. Además, la UNM -LA ofrece un programa de doble crédito , que permite a los estudiantes de secundaria tomar clases de la universidad, un programa de educación básica para estudiantes adultos que desean tomar la (GED ) Examen de Desarrollo de Educación General y el ESL ( Inglés como Segundo Idioma). Los estudiantes suelen trabajar a tiempo parcial en el Laboratorio Nacional de Los Álamos.